# M54 (天体)
座標:  18h 55m 03.33s, −30° 28′ 47.5″
M54 (NGC 6715) はいて座にある球状星団。

## 概要
南斗六星を構成するいて座ζ星から0.5度南、1.5度西に位置する。
双眼鏡では恒星状にしか見えない。口径20cm程度の望遠鏡でも周辺部の星が見えてくるという人もいる。だが、口径40cmでも星を分離するのは困難で、ざらざらとした印象に見え、ほとんど星は分離できない。明るい部分は東西に延びた楕円に見える。
かつてはM54までの距離は50,000から65,000光年程度と考えられていたが、21世紀現在では約87,400光年とされている。
1994年、M54は天の川銀河に属しているのではなく、天の川銀河の伴銀河であるいて座矮小楕円銀河 (SagDEG) に属する星団であることが確認された。

## 観測史
1778年7月24日にシャルル・メシエが発見した。メシエは「非常に明るい星団。中心が明るく星はない。口径3.5フィートの色消し望遠鏡でよくみえる」と記した。メシエは星に分離して見ることはできなかったが、ウィリアム・ハーシェルも周辺部の星を少し分離しただけで、球状星団であるとは認識できなかった。ジョン・ハーシェルは「球状星団。非常に明るくまるく中心部が周りから急に明るくなっている。星によく分かれ、主に15等級の星からできている。外周2.5'のところに14等星がある」と記している。